# Логар (провинција)
Логар (перс. لوگر), позната и као Лугар једна је од 34 провинције Авганистана. Налази се на крајњем сјевероистоку земље и сјевероисточно од Кабула. Географски центар провинције је ријека Логар.
Административни центар је град Пулиалам. Површина провинције је 3.880 км², са популацијом од око 409.900 становника (2007). Главно становништво су Таџици.